# Ковилове
Ковилове — ботанічний заказник місцевого значення. Об'єкт розташований на території Бахмутського району Донецької області, біля села Пилипчатине.
Площа — 65 га, статус отриманий у 2005 році.